# Маццуккони, Джованни
Джованни Маццуккони (итал. Giovanni Mazzucconi; 1 марта 1826, Лекко, Ломбардо-Венецианское королевство, — сентябрь 1855, остров Вудларк (ныне в составе Папуа — Новой Гвинеи)) — блаженный римско-католической церкви, итальянский священник, миссионер, мученик.

## Биография
Джованни Маццуккони был одним из первых выпускников семинарии Папского института заграничных миссий. В 1850 году он был рукоположен в священника. В 1852 году его направили для миссионерской деятельности в Океанию, где он погиб на острове Вудларк от рук аборигенов.

## Прославление
Джованни Маццуккони был беатифицирован в 1984 году римским папой Иоанном Павлом II.
День памяти в католической церкви — 7 сентября.